# Гаудино, Лучано
Лучано Гаудино (итал. Luciano Gaudino; род. 13 июля 1958, Поджомарино, Кампания) — итальянский футболист, игравший на позиции нападающего.
Выступал, в частности, за клубы «Милан» и «Бари», а также юношескую сборную Италии (до 20 лет).

## Биография
Родился 13 июля 1958 года в городе Поджомарино. Воспитанник юношеской команды «Ночерина», с которой в 1975 году попал в «Милан». После сезона в молодёжной команде миланцев и ещё одного в аренде в «Варезе» в Серии B он дебютировал в Серии А 27 ноября 1977 года в матче против «Пескары». Всего за сезон в составе «россо-нери» он сыграл 12 игр в чемпионате и 2 в Кубке Италии, забив 2 мяча, оба в рамках чемпионата на домашнем «Сан-Сиро», первый против «Фиорентины» 29 января 1978 года (5:1), второй 26 марта того же года в матче с «Пескарой» (2:0).
1978 года заключил контракт с клубом Серии В «Бари», в составе которого провел следующие три года своей карьеры игрока.
Позже он стал выступать в Серии С1 за «Форли» и «Виртус Казарано», а с 1983 года играл в Серии С2 за «Савону», «Фрозиноне» и «Реджину». После возвращения в «Фрозиноне» в 1986 году он вышел с этой командой в Серию С1 в сезоне 1986/87 годах. После одного сезона в Серии С1 с «Фрозиноне» он вернулся к Серии С2, где играл за «Лодиджани», а завершил игровую карьеру в команде «Веллетри», за которую выступал на протяжении 1990—1991 годов в межрегиональный лиге.
В 1977 году призывался в ряды юношеской сборной Италии (U-20), в составе которой был участником прошлогоднего молодёжного чемпионата мира в Тунисе, где итальянцы не смогли выйти из группы, а Гаудино сыграл в одном матче против Ирана (0:0).